# Station Val-de-Reuil
Station Val de Reuil is een spoorwegstation in de Franse gemeente Val-de-Reuil.

## Treindienst
| Serie | Treinsoort | Route                                                                    | Bijzonderheden |
| ----- | ---------- | ------------------------------------------------------------------------ | -------------- |
| C 1   | TER (SNCF) | Paris-Saint-Lazare – Vernon - Giverny – Val-de-Reuil – Rouen-Rive-Droite |                |